# Честейн, Джессика
Дже́ссика Мише́ль Честе́йн (англ. Jessica Michelle Chastain; род. 24 марта 1977, Сакраменто, Калифорния, США) — американская актриса и продюсер. Известна по ролям в феминистских фильмах. Обладательница множества наград, включая премии «Оскар» и «Золотой глобус», а также номинантка на две премии BAFTA, две премии «Тони» и премию «Эмми». В 2012 году журнал Time признал её одной из ста самых влиятельных людей мира.
Интерес к актёрской профессии Джессика стала проявлять ещё в детстве. В 1998 году она дебютировала на сцене в спектакле в роли шекспировской Джульетты. После окончания Джульярдской школы актёрского мастерства Честейн подписала контракт с телепродюсером Джоном Уэллсом. Она снималась в качестве приглашённой звезды в нескольких телесериалах и играла в нескольких театральных постановках. В кино Джессика дебютировала в 31 год в драме «Джолин». Актриса совершила прорыв в 2011 году, снявшись в шести фильмах, включая драмы «Укрытие» и «Древо жизни». За роль начинающей светской львицы в исторической драме «Прислуга» и аналитика ЦРУ в триллере «Цель номер один» Джессика была номинирована на «Оскар».
Научно-фантастические фильмы «Интерстеллар» и «Марсианин», а также хоррор «Оно 2», принесли Честейн большой коммерческий успех. Позднее признание к актрисе пришло благодаря ролям волевых женщин в драмах «Самый жестокий год», «Опасная игра Слоун» и «Большая игра», а также в мини-сериале «Сцены из супружеской жизни». Вскоре Джессика сыграла Тэмми Фэй Месснер в байопике «Глаза Тэмми Фэй», принёсшем актрисе «Оскар» за лучшую женскую роль, и Тэмми Уайнетт в мини-сериале «Джордж и Тэмми».
На Бродвее Честейн сыграла в возрождённых спектаклях «Наследница» и «Кукольный дом», причём последний принёс актрисе номинацию на «Тони» за лучшую женскую роль в пьесе. Она основала продюсерскую компанию Freckle Films и инвестировала в футбольный клуб «Эйнджел Сити». Джессика публично высказывается о проблемах психического здоровья, гендерного и расового равенства. Она замужем за модельером Джаном Лукой Пасси де Препозуло, от которого у неё двое детей.

## Биография

### 1977—2003: Ранние годы и образование
Родилась и выросла в Сакраменто, Калифорния. Честейн — это девичья фамилия её матери. Согласно различным источникам, дата её рождения — 24 марта 1977 года. Точную же дату своего рождения актриса скрывает. Её мать, Джерри, — шеф-повар веганской кухни, а отчим, Майкл Хейсти (англ. Michael Hastey), — пожарный. Они познакомились, когда Честейн училась в восьмом классе. В прессе неоднократно появлялись материалы о предполагаемом родном отце Честейн, рок-музыканте Майкле Монастерио (англ. Michael Monasterio), скончавшемся в возрасте 55 лет от бронхита, а также о её единокровных сёстрах, но сама Честейн это не комментировала, а в интервью журналу Vogue сказала, что в основном это были домыслы, и добавила, что в её свидетельстве о рождении не указано имя отца, поэтому никаких доказательств правдивости этих историй нет. Джессика — старшая из пяти детей, у неё есть два брата и две сестры. В интервью 2012 года она упоминала, что один из братьев служит в Ираке.
Когда Честейн было семь лет, бабушка отвела её на мюзикл Эндрю Ллойда Уэббера и Тима Райса «Иосиф и его удивительный, разноцветный плащ снов». После этого Джессика поняла, что актёрство станет её профессией:

Я не то чтобы хотела стать актрисой. Я скорее уже была ею. Это моя работа. Всё это было столь ясно, что мне никогда не приходилось выбирать.
Оригинальный текст (англ.)It wasn't like I wanted to be an actor. It was more like I am that. This is my job. It was so clear cut, I never had to make a choice.

В подростковом возрасте Честейн занималась танцами. В 1995 году девушка окончила находящуюся в Сакраменто школу El Camino Fundamental High School. Также Честейн училась в Городском Колледже Сакраменто (англ. Sacramento City College). Уже после окончания средней школы Честейн играла Джульетту в постановке «Ромео и Джульетта». От актёра, исполнявшего роль Ромео, она узнала о Джульярдской школе, одном из крупнейших высших учебных заведений США в области искусства и музыки, и решила, что хочет поступить туда. После прослушивания, на котором она читала монолог Джульетты, Честейн была принята, став, таким образом, первой в семье, кто поступил в колледж. Осенью 1999 года вместе с бабушкой она отправилась на другой конец страны — в Нью-Йорк, где и находится Джульярдская школа. Оплатить учёбу Джессике помог знаменитый выпускник Джульярда Робин Уильямс: у семьи Честейн не было достаточно денег, но девушка получила от Уильямса стипендию, которая покрывала все расходы. В школе Честейн стала членом 32-й группы отделения актёрского мастерства. В 2003 году актриса окончила Джульярд.

### 2004—2010: Первые роли
Сразу после окончания учёбы Честейн перестала брать у родителей деньги и начала работать. Как Честейн говорила, первое время она «работала где только можно»: подрабатывала аниматором на детских утренниках, а в одном телевизионном шоу играла мёртвое тело. Роли в сериалах, по большей части эпизодические, стали её первым опытом работы на телевидении. В 2004 году состоялся её дебют на телеэкране: она исполнила роль Кэролайн Стоддард в телевизионном пилоте сериала «Мрачные тени», бывшем попыткой перезапуска одноимённой готической мыльной оперы, выходившей в 50-х годах. В том же году Честейн засветилась в эпизоде «Forgive and Forget» (рус. «Прости и забудь») медицинской драмы «Скорая помощь» и в эпизоде «The Girl Next Door» (рус. «Соседка») популярного сериала «Вероника Марс». В сериале «Закон и порядок: Суд присяжных», который выходил с 2005 по 2006 год, Честейн играла помощника окружного прокурора Сигрун Борг. В 2006-м Честейн появилась в эпизодах сериалов «Рядом с домом» и «Доказательства» и во второстепенной роли Шарлотты Ормонд в мини-сериале «Чёрная борода», а в 2007 — в эпизоде «Friendly Skies» (рус. «Дружественные небеса») сериала «Путешественник».
В 2008 году на Международном кинофестивале в Сиэтле прошла премьера первого полнометражного фильма с участием Честейн — независимой драмы «Джолин» режиссёра Дэна Айрленда. Лента охватывает десятилетний отрезок жизни главной героини — девушки-сироты Джолин, которую и сыграла Честейн. (Эта роль не стала для неё первой в кино: в 2006 году она приняла участие в съёмках документального фильма «Саломея Уайлда», однако его премьера состоялась только в 2013. Роль Джолин была отмечена наградой Международного кинофестиваля в Сиэтле в номинации «Лучшая актриса». В 2009 году вышел фильм «Мальчик в коробке», в котором Честейн сыграла второстепенную роль Салли Энн. Фильм был крайне низко оценён критиками — на агрегаторе Rotten Tomatoes средняя оценка держится на 0 %.
В 2010 году на международном кинофестивале в Торонто состоялась премьера фильма «Расплата». Честейн исполнила роль Рейчел Сингер — агента «Моссада» на секретном задании в 1965 году. Коллегами актрисы по съёмочной площадке стали Сэм Уортингтон и Мартон Чокаш, также сыгравшие агентов, а роль Сингер в зрелости сыграла Хелен Миррен. Когда Честейн читала сценарий, героиня ей очень понравились, и, по словам актрисы, она была очень взволнована, когда получила эту роль, поскольку «тяжело боролась за неё». Готовясь к роли, актриса прочла большое количество материалов о Холокосте, обучалась израильскому боевому искусству крав-мага, освоила израильский акцент, а также учила немецкий язык. Кроме того, Честейн смотрела видео с молодой Хелен Миррен, чтобы запомнить её мимику и интонации голоса. За роль Рейчел Сингер Честейн получила несколько наград, а критики положительно оценили её игру.

### 2011—2013: Прорыв и рост популярности
В 2008 году Джессика снялась в драме Терренса Малика «Древо жизни». Хотя премьера картины состоялась лишь в 2011 году, когда она завоевала на 64-м Каннском кинофестивале «Золотую пальмовую ветвь», знакомство с продюсером «Древа жизни» Сарой Грин принесло Честейн ещё одну роль. Грин представила её режиссёру Джеффу Николсу, снимавшему драматический триллер «Укрытие», и тот пригласил молодую актрису принять участие в съёмках. В центре сюжета «Укрытия» — рабочий Кёртис, который после ряда апокалиптических снов начинает строить во дворе дома штормовое укрытие, способное спасти его семью от катастрофы. Главные роли — Кёртиса и его жены Саманты — сыграли Майкл Шеннон и Честейн. По словам актрисы, в число причин, по которым проект её заинтересовал, входила возможность поработать с Шенноном, поклонницей которого она была, а также с Николсом, поскольку её впечатлил его предыдущий фильм, «Огнестрельные истории». Роль Саманты принесла Честейн несколько номинаций и наград различных сообществ кинокритиков, а также номинации на премии «Сатурн» лучшей актрисе, «Независимый дух» в категории «Лучшая женская роль второго плана» и «Gotham Awards» в категории «Лучший актёрский ансамбль». «Укрытие», премьерный показ которого состоялся 24 января 2011 года на фестивале независимого кино «Санденс», стало первым из пяти фильмов с участием Честейн, вышедших на экран в этом году. В феврале на 61-й Берлинском международном кинофестивале состоялась премьера драмы «Кориолан», главные роли в которой исполнили Рэйф Файнс (он же выступил режиссёром фильма) и Джерард Батлер. Джессика сыграла жену главного героя, Виргилию. Фильм был очень высоко оценён критиками и боролся за главный приз фестиваля — «Золотого медведя».
Я слышала, что ищут актрису для какого-то фильма, но деталей не знала. Вроде как нужна была актриса для исторического фильма. Ну, я думаю, так это как раз по адресу! Мне часто говорят: «Ты какая-то несовременная». Потом оказалось, что героиня — воплощение человеколюбия. Ну, думаю, занятно. Приезжаю на пробы, а оказывается, что сцену играть не надо. Главное — поведение. Терренса Малика не было, только директор по кастингу Фрэнсин Мейслер. Меня просили сыграть, как я укладываю ребёнка в постель, спеть колыбельную, посмотреть на человека с любовью и уважением. Надо было выразить некоторые эмоции, не прибегая к словам.
В мае на 64-м Каннском кинофестивале состоялась премьера снятого ещё в 2008 году «Древа жизни», которое получило главную награду — «Золотую пальмовую ветвь». Первоначально премьеру планировалось провести на 63-й Каннском кинофестивале, но режиссёр не успел закончить фильм к тому времени. Центральные роли, супружескую пару О’Брайенов, исполнили Честейн и Брэд Питт. По сюжету, у Джека, одного из троих сыновей главных героев, развивается эдипов комплекс (бессознательное сексуальное влечение к родителю противоположного пола). Актриса охарактеризовала свою героиню как «воплощение человеколюбия», однако призналась, что изображать её спокойствие было очень тяжело. Честейн хотела изобразить миссис О’Брайен максимально приземлённой и реалистичной. В процессе подготовки к роли она много медитировала и, по совету Малика, рассматривала картины с Мадонной, чтобы достигнуть состояния внутреннего умиротворения. Также актриса пересмотрела почти все фильмы с Лорен Бэколл. За роль в «Древе жизни» Честейн удостоилась многих наград, включая премии Ассоциации кинокритиков Остина в номинации «Прорыв года» (на этой же церемонии она победила в номинации «Лучшая актриса второго плана» за фильм «Укрытие»), премий Ассоциации кинокритиков Чикаго в номинации «Лучшая актриса второго плана» и «Спутник» в той же номинации.
10 августа в прокат вышла драма о расовой сегрегации «Прислуга» режиссёра Тейта Тейлора. Фильм является экранизацией одноимённого бестселлера Кэтрин Стокетт и рассказывает о жителях столицы южного штата Миссисипи, Джексона, в 60-е годы, когда чернокожие стали активно бороться за свои права. Главной героиней является девушка Евгения (Эмма Стоун), мечтающая написать книгу от имени чернокожей прислуги, чтобы продемонстрировать многочисленные ущемления прав афроамериканцев.
Честейн сыграла в картине роль второго плана — добродушную простушку Селию Фут, которая никак не может установить хорошие отношения с соседками. Когда Честейн готовилась к роли, она съездила в городок Шугар Дитч (англ. Sugar Ditch), штат Теннесси, где выросла её героиня. Голос Селии Честейн скопировала с голоса матери Стокетт, с которой актриса встретилась в начале репетиций. Честейн требовалось набрать вес, чтобы добиться нужных для образа Селии пышных форм, и для этого ей пришлось много есть, в том числе продуктов, содержащих сою. В фильме есть сцена, где Селия ест жареного цыплёнка, и для Честейн был приготовлен специальный «веганский цыплёнок», как актриса его назвала. Это было сделано потому, что она является веганом, и если бы цыплёнок был настоящим, сцена так и не была бы закончена. Лента стала кассовым хитом, заработав более 210 млн долларов при бюджете в 20 миллионов, и получила положительные оценки кинокритиков. За роль Селии Фут Джессика была номинирована на множество премий, в том числе на «Оскар», «Золотой глобус», BAFTA в категории «Лучшая женская роль второго плана» и Премию Гильдии киноактёров США в категориях «Лучшая женская роль второго плана» и «Лучший актёрский состав в игровом кино». Из этих пяти наград Честейн получила только Премию Гильдии киноактёров США как участница лучшего актёрского состава года, остальные выиграла её партнёрша по фильму Октавия Спенсер, сыгравшая Минни Джексон.
В сентябре на 68-м Венецианском кинофестивале Аль Пачино представил свой документальный фильм «Саломея Уайлда», основой для которого стала театральная постановка, где Честейн сыграла библейского персонажа Саломею. Этот давно снятый фильм стал в своё время для Честейн первым. До того, как она получила роль, она редко имела возможность хотя бы попасть на прослушивание, и зачисление её в актёрский состав «Саломеи» стало, по её словам, первым разом, когда в неё действительно поверили. Актриса называла Аль Пачино своим «крёстным отцом в мире кино» и говорила, что он стал первым человеком, предоставившим ей такую большую возможность. 9 сентября на том же фестивале в рамках основной конкурсной программы прошла премьера детектива «Поля» режиссёра Эми Манн. Честейн сыграла Пэм Стэлл — бывшую жену главного героя, полицейского детектива Майка Саудера, расследующего со своим напарником убийство девочки. Помимо Честейн, в фильме были задействованы Сэм Уортингтон, работавший с ней над фильмом «Расплата», Джеффри Дин Морган и Хлоя Грейс Морец.
2012 год принёс четыре фильма с участием Честейн: криминальную драму «Самый пьяный округ в мире», анимационную комедию «Мадагаскар 3», драму «Цвет времени» и политический триллер «Цель номер один». В «Мадагаскаре 3», который является завершением трилогии, Честейн озвучила второстепенного персонажа — ягуара Джиа из Италии. Четверо главных персонажей — лев Алекс, жираф Мелман, бегемот Глория и зебра Марти — попадают в Европу и присоединяются к бродячему цирку, где выступает Джиа. Мультфильм, вышедший в широкий прокат 7 июня, с успехом прошёл в прокате, собрав более 746 миллионов долларов и попав в список самых кассовых мультфильмов, и заработал положительные отзывы критиков.
 В мае 2012 года на 65-м Каннском кинофестивале состоялась премьера криминальной драмы «Самый пьяный округ в мире», снятой Джоном Хиллкоутом по мотивам одноимённого романа Мэтта Бондюранта. Действие фильма разворачивается в США во времена сухого закона и великой депрессии, когда главные герои, братья Бондюрант, организовывают незаконную бутлегерскую деятельность. Честейн сыграла одну из главных ролей — чикагскую танцовщицу Мэгги Бьюфорд. Чтобы лучше вжиться в роль, она много читала о Чикаго 30-х годов и смотрела фильмы наподобие «Ангелов с грязными лицами». 16 ноября на Римском кинофестивале прошла премьера драмы «Цвет времени», основанной на сборнике стихов «Tar» (рус. «Дёготь») Пулитцеровского лауреата Ч. К. Уильямса и рассказывающей о различных отрезках его жизни. Режиссёрами фильма выступили двенадцать студентов кинематографического отделения Нью-Йоркского университета, где преподаёт Джеймс Франко, сыгравший в фильме самого писателя. Помимо Франко и Честейн, сыгравшей мать Уильямса, заметные роли в фильме исполнили Мила Кунис и Зак Брафф.
19 декабря 2012 года состоялась премьера основанного на реальных событиях политического триллера Кэтрин Бигелоу «Цель номер один», который повествует об операции по ликвидации Усамы бен Ладена. Честейн сыграла сотрудницу Центрального разведывательного управления Майю, занимающуюся поисками бен Ладена. Прототипом героини Джессики стала реальная сотрудница ЦРУ, имя которой в сценарии было изменено в целях безопасности. Приглашение на роль актриса получила от продюсера фильма Меган Эллисон, ранее занимавшейся продюсированием фильма «Самый пьяный округ в мире». Честейн заинтересовало это предложение, и на следующей неделе по просьбе режиссёра Кэтрин Бигелоу она прочла сценарий. Он её впечатлил, и актриса согласилась на роль. Джессика говорила, что всегда мечтала сняться именно у Бигелоу, а сценарий фильма был одним из лучших в числе тех, что она читала. Свою героиню, Майю, Честейн описала как «молодую, упрямую и очень одинокую», причём, по признанию Джессики, одиночество испытывала во время съёмок и она из-за того, что четыре месяца занималась исключительно этим фильмом. Честейн строила образ героини, выписывая из сценария и анализируя то, что та говорит сама о себе, и то, что говорят о ней другие персонажи. Актриса вспоминала, что съёмки были долгими и полными стресса, проходили на трёх континентах при участии большого количества людей и правительственных организаций. Иногда после съёмок сцен с пытками она даже плакала в своём гостиничном номере. Вообще Честейн отмечала, что роль Майи стала самой трудной в её карьере на тот момент, а опыт участия в фильме она назвала «худшим в своей жизни». Роль в «Цели номер один» принесла актрисе множество номинаций и наград: она во второй раз была номинирована на «Оскар», Премию Гильдии киноактёров США, BAFTA как лучшая исполнительница главной роли и на «Золотой глобус» как лучшая актриса драматического фильма, но выиграла только «Золотой глобус». «Оскар» и «Премию Гильдии киноактёров США» получила Дженнифер Лоуренс, а BAFTA — Эммануэль Рива. Работа Честейн привлекла внимание критиков, и они сошлись во мнении, что эта роль стала очень успешной для неё. Сама Джессика позже назвала участие в «Цели номер один» поворотным моментом в своей карьере.
В 2012 году Честейн проявила себя не только в кинематографе. Летом она дебютировала в модельном бизнесе, став лицом нового аромата дома Yves Saint Laurent — «Manifesto». Рекламный ролик, в котором Честейн исполняет роль художницы, снял известный режиссёр Николас Виндинг Рефн. Стефан Бези, международный генеральный менеджер дома, так прокомментировал выбор Честейн:

Она обладает внутренним светом, шармом, изяществом и мощью, а также смелостью, чтобы стать воплощением аромата. Она — настоящая женщина Yves Saint Laurent.
Оригинальный текст (англ.)She has the luminosity, charm, grace and power, the audacity as well, (to) embody the fragrance. She’s really an Yves Saint Laurent woman.

1 ноября Честейн дебютировала на Бродвее, сыграв главную роль в пьесе «Наследница», срежиссированной Мойшей Кауфманом и шедшей в театре «Walter Kerr» до 10 февраля 2013 года. Коллегами Джессики по постановке стали актёры Дэвид Стрэтэйрн, Дэн Стивенс и Джудит Айви. «Наследница» рассказывает о двухлетнем отрезке жизни застенчивой девушки Кэтрин Слоупер, роль которой исполнила Честейн. Критики в целом положительно оценили как бродвейский дебют актрисы, так и саму постановку. В том же году Честейн была включена в ежегодный список ста наиболее влиятельных людей года по версии журнала Time, а заметку о ней в самом журнале написал Гэри Олдман, охарактеризовав её французским словом «formidable» (рус. шикарная, чудесная, восхитительная).
В 2013 году в широкий прокат вышла только одна картина с Честейн — фильм ужасов «Мама» аргентинского режиссёра Андреса Мускетти, дебютанта в большом кино. Мировая премьера состоялась 18 января 2013 года. Честейн сыграла бас-гитаристку Аннабель Мур, которая неожиданно становится опекуном двух маленьких племянниц своего друга (Николай Костер-Вальдау). Джессика говорила, что её привлёк требуемый от неё стиль актёрской игры, включавший не ослабевающую ни на минуту напряжённость. Чтобы настроиться на игру в страшных сценах, актриса через небольшой наушник слушала тревожный саундтрек к фильму прямо во время съёмок. Также Честейн научилась играть на бас-гитаре, как того требовала роль. Критики встретили фильм в целом положительными отзывами, а игра Честейн была оценена весьма высоко. Работа Джессики была отмечена наградой на кинофестивале «Fantasporto» в категории «Лучшая актриса».

### 2014—2020: Состоявшаяся актриса
В 2014 году на кинофестивале в Торонто была представлена драма «Фрёкен Юлия», срежиссированная известной норвежской актрисой Лив Ульманн. Исполненная Честейн главная героиня, Юлия, дочь графа, пытается соблазнить камердинера своего отца, Жана (Колин Фаррелл), что приводит к неожиданным последствиям. 26 октября в Лос-Анджелесе состоялась премьера научно-фантастической драмы «Интерстеллар» режиссёра Кристофера Нолана. Главные роли, астронавтов Купера и Амелии, исполнили Мэттью Макконахи и Энн Хэтэуэй. Действие фильма разворачивается в будущем, когда условия жизни на Земле стали ухудшаться с каждым годом, из-за чего экспедиция в составе четырёх астронавтов отправилась на поиски более подходящей для проживания планеты. Честейн сыграла взрослую дочь Купера, Мёрф, долгие годы ждущую своего отца на Земле. Актриса говорила, что читала сценарий в обстановке секретности: его ей передал человек, специально высланный из Лос-Анджелеса в Дублин, где Честейн снималась в фильме «Фрёкен Юлия». На прочтение сценария был отведён всего один день, а то, что касается фильма, запрещали обсуждать даже с родственниками.
Известный астрофизик Кип Стивен Торн, выступивший исполнительным продюсером фильма, давал Честейн уроки физики и космологии. «Интерстеллар» стал первым для Честейн фильмом в жанре научной фантастики, а также первой её крупнобюджетной лентой: производство обошлось в 165 миллионов. Фильм стал кассовым хитом, собрав более 660 миллионов долларов, и заработал положительные отзывы.
4 ноября на открытии Фестиваля Американского института киноискусства прошла премьера криминального фильма «Самый жестокий год» режиссёра Джей Си Чендора с Оскаром Айзеком и Честейн в главных ролях. Айзек и Честейн исполнили роли супругов Моралес — иммигрантов, пытающихся наладить жизнь в Нью-Йорке в 1981 году, когда в городе был зафиксирован один из высочайших показателей уровня преступности. Во время подготовки к роли Честейн изучала события 1981 года и смотрела документальные фильмы о нью-йоркском акценте, чтобы достовернее изобразить жительницу Бруклина. Дорогая одежда, которую которую носит героиня Честейн, Анна — это вещи из коллекций 80-х годов дома Armani, предоставленные Робертой Армани по просьбе самой актрисы. Джессика подчёркивала силу и амбициозность Анны и говорила, что она отличается от всех персонажей, что ей когда-либо приходилось играть. За эту роль Честейн уже в третий раз была номинирована на «Золотой глобус», но проиграла Патрисии Аркетт, получившей статуэтку за роль в фильме «Отрочество». Национальный совет кинокритиков США тоже не оставил работу актрисы без внимания и признал Честейн лучшей актрисой второго плана, а сам фильм — лучшим в году.
В октябре 2015 года в прокат вышли научно-фантастическая драма Ридли Скотта «Марсианин» и фильм ужасов Гильермо дель Торо «Багровый пик». В «Марсианине», рассказывающем о выживании Марка Уотни (Мэтт Деймон) на Красной планете, Честейн исполнила роль руководителя экспедиции Ares III Мелиссу Льюис. О том, что Ридли Скотт ищет актрису для нового фильма, Честейн узнала спустя несколько дней после выхода «Интерстеллара». Сперва она прочла книгу, ставшую основой фильма, а затем встретилась с режиссёром. Как признавалась Честейн, она согласилась на роль по нескольким причинам, среди которых было желание сыграть астронавта и поработать со Скоттом. К роли Мелиссы Джессику готовила Трейси Колдвелл-Дайсон, астронавт, участница двух долговременных экипажей МКС. Они впервые встретились в Космическом центре Джонсона, где Честейн провела весь день. Кроме того, актриса на несколько дней отправилась в Лабораторию реактивного движения, занимающуюся разработкой беспилотных кораблей для НАСА. Подготовка к съёмкам была трудной и включала тренировки в тяжёлом скафандре и имитацию работы в условиях отсутствия гравитации. Фильм вышел в прокат 2 октября и мгновенно завоевал признание кинокритиков.

В «Багровом пике», вышедшем 16 октября, Честейн сыграла одну из главных ролей — Люсиль Шарп, сестру главного героя в исполнении Тома Хиддлстона. Честейн «прикипела» к героине ещё тогда, когда Дель Торо прислал ей сценарий: она признавалась, что всегда хотела брать роли, в которых можно «далеко уйти от себя», а в Люсиль Шарп было именно то, что она искала — она совершенно не похожа ни на кого из её предыдущих героев. Съёмки давались актрисе тяжело: «Багровый пик» снимался практически в одно время с «Самым жестоким годом», и Честейн приходилось работать над двумя совершенно разными персонажами. Кроме того, играть было тяжело физически: чтобы изобразить болезненно худую Люсиль, актрисе приходилось надевать «жуткую узкую одежду», очень туго затягивать корсеты и платья. Готовясь к роли, она в течение четырёх месяцев брала уроки игры на пианино. Честейн называла свою героиню «загадочной, замкнутой личностью, у которой было мрачное детство», и, чтобы легче войти в этот мрачный образ, размещала на стенах гримёрки репродукции картин с трупами, читала кладбищенскую поэзию и смотрела психологические триллеры.
После нескольких напряжённых ролей Честейн искала беззаботную роль. В 2016 году актриса сыграла в фэнтези «Белоснежка и охотник 2», приквеле и сиквеле «Белоснежка и охотник». Её привлекла идея сыграть воительницу, чьи навыки были наравне с мужскими. Лента была разгромлена критиками и провалилась в прокате. Позже Честейн сыграла лоббистку в политическом триллере «Опасная игра Слоун», в котором актриса вновь поработала с режиссёром Джоном Мэдденом. Она получила номинацию на «Золотой глобус» за лучшую женскую роль в драме. В том же году Честейн основала продюсерскую компанию Freckle Films, возглавляемую женщинами-продюсерами. В 2017 году Честейн выступила исполнительным продюсером и рассказчиком документального фильма «Я – Джейн Доу» о секс-торговле. Актриса снялась в двух проектах режиссёров-женщин — «Жена смотрителя зоопарка» Ники Каро и «Женщина идёт впереди» Сюзанны Уайт.
Готовясь к роли Молли Блум в режиссёрском дебюте Аарона Соркина «Большая игра», Честейн лично познакомилась с Блум, исследовала мир подпольного покера и побеседовала с несколькими клиентами Блум. Питер Дебрюж назвал роль Честейн одной из величайших на экране. За роль она получила пятую номинацию на «Золотой глобус». В 2018 году актриса стала ведущей ночного скетч-шоу от NBC «Saturday Night Live» и озвучила VR-сериал «Сферы: Песни пространства-времени». Она снялась в драме Ксавье Долана «Смерть и жизнь Джона Ф. Донована», но сцены с её участием были вырезаны из финальной версии ленты, так как, по мнению режиссёра, роль Честейн не совмещалась с сюжетом.В двадцатом фильме франшизы «Люди Икс» под названием «Люди Икс: Тёмный Феникс» Честейн сыграла злодея-пришельца, чтобы сфокусироваться на женских персонажах. Обозреватель газеты The Guardian Питер Брэдшоу счёл её роль пустой тратой талантов. В прокате кинокомикс провалился. Актриса вновь поработала с Энди Мускетти в фильме «Оно 2», сиквеле хоррора 2017 года, основанного на романе Стивена Кинга. Она сыграла повзрослевшую Беверли Марш, разделив роль с Софии Лиллис. Для Честейн съёмки оказались непростыми. Вместо компьютерной графики Мускетти предпочитал использовать практические эффекты. В одной сцене актрису покрыли 4500 галлонами (17000 литров) поддельной крови. Лента вызвала положительные отзывы и собрала в прокате свыше 470 миллионов долларов.
Под руководством компании Freckle Films Честейн спродюсировала и сыграла главную роль в боевике «Агент Ева». Изначально режиссёром должен был выступить сценарист Мэттью Ньютон. Но из-за обвинений Ньютона в домашнем насилии место режиссёра занял Тейт Тейлор. Критик The Hollywood Reporter Бойд Ван Хой жаловался, что умения Честейн как героини боевика были потрачены впустую. Фильм вышел во время пандемии COVID-19 и провалился в прокате, но обрёл успех после выхода на VOD.

### С 2021 года: Награды и телевидение
Эндрю Гарфилд и Честейн сыграли телеведущих Джима и Тэмми Фэй Беккер в байопике «Глаза Тэмми Фэй». Актриса выкупила права на жизнь Фэй в 2012 году и спродюсировала фильм под руководством своей компании Freckle Films. Чтобы выглядеть как Бэккер, Честейн носила плотный грим, на нанесение которого уходило 4-7 часов. Также ей пришлось петь, из-за чего актриса нервничала. Честейн вместе с музыкальным продюсером Дэйвом Коббом записала семь песен для саундтрека к фильму. Критик журнала Rolling Stone Дэвид Фир счёл Честейн единственной причиной, по которой можно с удивлением посмотреть этот слабый байопик. Кевин Махер из The Times назвал игру актрисы захватывающей и достойной наград и сравнил с игрой Хоакина Феникса в кинокомиксе «Джокер». Актриса выиграла «Оскар», «Выбор критиков» и премию Гильдии киноактёров США за лучшую женскую роль, а также получила номинацию на «Золотой глобус».
Также в 2021 году Честейн сыграла в мини-сериале HBO «Сцены из супружеской жизни», ремейке одноимённого шведского мини-сериала Ингмара Бергмана 1973 года. Журналистка газеты The Guardian Люси Мэнган похвалила химию между Честейн и её коллегой Оскаром Айзеком. Актриса получила номинацию на «Золотой глобус» за лучшую женскую роль в мини-сериале. Это её вторая номинация на премию в этом году. Также актриса вновь поработала вместе с Рэйфом Файнсом в ленте «Прощённый», экранизации одноимённого романа Лоуренса Осборна. Идеей шпионской картины «Код 355» Честейн поделилась с возможными продюсерами на Каннском кинофестивале в 2018 году. Фильм был разгромлен критиками и провалился в прокате. Позже Честейн сыграла небольшую роль Мэриэнн Трамп в драме Джеймса Грея «Время Армагеддона». В «Добром медбрате» актриса исполнила роль ночной медсестры Эми Лоугрэн, которая узнаёт, что её коллега Чарльз Каллен в исполнении Эдди Редмэйна — серийный убийца. Готовясь к роли, Честейн тесно общалась с Лоугрэн и ходила в школу медсестёр.
Честейн выступила исполнительным продюсером биографического мини-сериала Showtime «Джордж и Тэмми», в котором она сыграла кантри-певицу Тэмми Уайнетт, а её коллега Майкл Шеннон — Джорджа Джонса. Готовясь к ролям, Честейн и Шеннон учились у тренера по вокалу напевать песни Уайнетт и Джонса. Также актриса похудела, чтобы сыграть Уайнетт ближе к концу её жизни. Эмма Фрейзер из The Playlist отметила химию между актёрами и похвалила Честейн за хрупкость и жёсткость. Сериал собрал большую аудиторию зрителей на различных платформах. Честейн выиграла премию Гильдии киноактёров США, получила ещё одну номинацию на «Золотой глобус» и первую номинацию на «Эмми» за лучшую женскую роль в мини-сериале или фильме. В 2023 году Честейн вернулась на Бродвей и сыграла несчастливую домохозяйку Нору Хелмер в возрождённом спектакле Джейми Ллойда по пьесе Генрика Ибсена «Кукольный дом» в театре Гудзона. Изначально премьера спектакля планировалась в театре Вест-Энда в 2020 году, но была отменена из-за пандемии COVID-19, а Честейн попросила провести спектакль в Нью-Йорке. Спектакль продлили на одну неделю из-за успешных продаж билетов. Она выиграла премию «Драма Деск» за лучшую главную роль в пьесе и получила номинацию на «Тони» за лучшую женскую роль в пьесе. Следующим проектом с участием Честейн стала драма Мишеля Франко «Память» с Питером Сарсгаардом. 
В 2024 году Честейн спродюсировала и снялась вместе с Энн Хэтэуэй в фильме «Материнский инстинкт», ремейке одноимённого бельгийского психологического триллера. Она спродюсирует и исполнит главную роль в мини-сериале Apple TV+ «Савант». Проект будет основан на реальной истории, опубликованной в журнале Cosmopolitan, и расскажет о сверхсекретной следовательнице, которая проникает в онлайн-сообщества хейтеров, чтобы расправиться с самыми жестокими мужчинами в стране. Также Честейн воссоединится с Пачино в адаптации Шекспира «Король Лир».

## Личная жизнь и другая деятельность
Несмотря на огромное внимание СМИ, Честейн редко делится подробностями своей личной жизни и предпочитает появляться на красной ковровой дорожке без своего мужа. Актриса считает себя застенчивой. Она увлекается домашними делами, такими как выгул собак и игра на укулеле. Будучи любителем животных, Честейн усыновила собаку-спасателя. Большую часть своей жизни Джессика была пескетарианцем. Из-за проблем со здоровьем она начала практиковать веганство. Она является инвестором Beyond Meat, производителя заменителей мяса. В 2000-х по 2010 год Честейн состояла в длительных отношениях со сценаристом и режиссёром Недо Бенсоном. В 2012 году актриса начала встречаться с Джаном Лукой Пасси Де Препозуло, итальянским графом из благородной семьи Пасси Де Препозуло и руководителем модного бренда Moncler. Пара поженилась 10 июня 2017 года в поместье семьи Препозуло в Карбонере в Италии. В 2018 году у Честейн родилась дочь в результате суррогатного материнства. Позже у них родилась вторая дочь. Джессика и Джан проживают в Нью-Йорке.
Честейн — феминистка. Она часто высказывается против дискриминации, с которой сталкиваются женщины и меньшинства в Голливуде. Актриса написала эссе о гендерном неравенстве в индустрии для декабрьского номера журнала The Hollywood Reporter за 2015 год. На Каннском кинофестивале в 2017 году Честейн выступила в качестве члена жюри и раскритиковала образ женщин во многих фильмах. Она жаловалась на нехватку женщин-кинокритиков, что, по её мнению, затрудняет оценивать кино с гендерно-нейтральной точки зрения. Честейн выступала за большой гендерный баланс на съёмочных площадках, включая широкое представительство женщин в съёмочных группах и на руководящих должностях. В соцсетях актриса призывала «усилить голоса» жертв сексуальных домогательств в индустрии. В 2022 году Честейн прилетела в Киев во время вторжения России на Украину. Она посетила детскую больницу и встретилась с президентом Владимиром Зеленским и главой офиса президента Андреем Ермаком. Честейн поддержала забастовку SAG-AFTRA в 2023 году. Получив от организации отказ от предварительного соглашения, актриса пришла на премьеру фильма «Память» на Венецианском международном кинофестивале 2023 года в футболке, подтверждающей свою поддержку. Также в 2023 году она подписала открытое письмо сообщества Artists4Ceasefire, призывающее прекратить израильские бомбардировки сектора Газа.

## Фильмография

### Кино и телевидение
| Год       |     | Русское название               | Оригинальное название              | Роль                  |
| --------- | --- | ------------------------------ | ---------------------------------- | --------------------- |
| 2004      | с   | Мрачные тени                   | Dark Shadows                       | Кэролайн Стоддард     |
| 2004      | с   | Скорая помощь                  | ER                                 | Далия Таслиц          |
| 2004      | с   | Вероника Марс                  | Veronica Mars                      | Сара Уильямс          |
| 2005—2006 | с   | Закон и порядок: Суд присяжных | Law & Order: Trial by Jury         | Сигрун Борг           |
| 2006      | с   | Рядом с домом                  | Close to Home                      | Кейси Вёрт            |
| 2006      | с   | Доказательства                 | The Evidence                       | Лора Грин             |
| 2006      | ф   | Чёрная борода                  | Blackbeard                         | Шарлотта Ормонд       |
| 2007      | с   | Путешественник                 | Journeyman                         | Тэнна Блум            |
| 2008      | ф   | Джолин                         | Jolene                             | Джолин                |
| 2009      | ф   | Мальчик в коробке              | Stolen                             | Салли Энн             |
| 2010      | с   | Пуаро Агаты Кристи             | Agatha Christie’s Poirot           | Мэри Дебенхэм         |
| 2011      | ф   | Древо жизни                    | The Tree of Life                   | миссис О’Брайен       |
| 2011      | ф   | Прислуга                       | The Help                           | Селия Фут             |
| 2011      | ф   | Расплата                       | The Debt                           | молодая Рейчел Сингер |
| 2011      | ф   | Укрытие                        | Take Shelter                       | Саманта Лафорш        |
| 2011      | ф   | Поля                           | Texas Killing Fields               | детектив Пэм          |
| 2011      | ф   | Кориолан                       | Coriolanus                         | Вирджилия             |
| 2011      | кор | Печать зла                     | Touch of Evil                      | поджигательница       |
| 2012      | мф  | Мадагаскар 3                   | Madagascar 3: Europe's Most Wanted | ягуар Джиа            |
| 2012      | ф   | Самый пьяный округ в мире      | Lawless                            | Мэгги Бьофорд         |
| 2012      | ф   | Цвет времени                   | The Color of Time                  | миссис Уильямс        |
| 2012      | ф   | Цель номер один                | Zero Dark Thirty                   | Майя                  |
| 2013      | ф   | Саломея Уайлда                 | Wilde Salomé                       | Саломея               |
| 2013      | ф   | Мама                           | Mama                               | Аннабель              |
| 2014      | ф   | Исчезновение Элеанор Ригби     | The Disappearance of Eleanor Rigby | Элеанор Ригби         |
| 2014      | ф   | Фрёкен Юлия                    | Miss Julie                         | Фрёкен Юлия           |
| 2014      | ф   | Интерстеллар                   | Interstellar                       | взрослая Мёрф         |
| 2014      | ф   | Самый жестокий год             | A Most Violent Year                | Анна Моралес          |
| 2015      | ф   | Багровый пик                   | Crimson Peak                       | леди Люсиль Шарп      |
| 2015      | ф   | Марсианин                      | The Martian                        | Мелисса Льюис         |
| 2016      | ф   | Белоснежка и охотник 2         | The Huntsman: Winter's War         | Сара                  |
| 2016      | ф   | Опасная игра Слоун             | Miss Sloane                        | Элизабет Слоун        |
| 2016      | мс  | Звери                          | Animals                            | Сара                  |
| 2017      | ф   | Жена смотрителя зоопарка       | The Zookeeper's Wife               | Антонина Жабинская    |
| 2017      | ф   | Большая игра                   | Molly's Game                       | Молли Блум            |
| 2017      | ф   | Женщина идёт впереди           | Woman Walks Ahead                  | Кэтрин Уилдон         |
| 2019      | ф   | Люди Икс: Тёмный Феникс        | Dark Phoenix                       | Вук                   |
| 2019      | ф   | Оно 2                          | It: Chapter Two                    | Беверли Марш          |
| 2020      | ф   | Агент Ева                      | Ava                                | Ева                   |
| 2021      | с   | Сцены из супружеской жизни     | Scenes from a Marriage             | Мира Филиппс          |
| 2021      | ф   | Прощённый                      | The Forgiven                       | Джо Хеннингер         |
| 2021      | ф   | Глаза Тэмми Фэй                | The Eyes of Tammy Faye             | Тэмми Фэй             |
| 2022      | ф   | Код 355                        | The 355                            | Мейс Браун            |
| 2022      | ф   | Добрый медбрат                 | The Good Nurse                     | Свэтти                |
| 2022      | с   | Джордж и Тэмми                 | George & Tammy                     | Тэмми Уайнетт         |
| 2023      | ф   | Память                         | Memory                             | Сильвия               |
| 2024      | ф   | Материнский инстинкт           | Mothers' Instinct                  | Алиса                 |
| 2026      | ф   | Происшествие в доме            | Incidents Around the House         |                       |
|           | с   | Савант                         | The Savant                         | «Савант»              |

### Продюсерские проекты
| Год  |   | Русское название           | Оригинальное название              | Роль                    |
| ---- | - | -------------------------- | ---------------------------------- | ----------------------- |
| 2014 | ф | Исчезновение Элеанор Ригби | The Disappearance of Eleanor Rigby | продюсер                |
| 2017 | ф | Жена смотрителя зоопарка   | The Zookeeper's Wife               | продюсер                |
| 2020 | ф | Агент Ева                  | Ava                                | продюсер                |
| 2021 | с | Сцены из супружеской жизни | Scenes from a Marriage             | исполнительный продюсер |
| 2021 | ф | Глаза Тэмми Фэй            | The Eyes of Tammy Faye             | продюсер                |
| 2022 | ф | Код 355                    | The 355                            | продюсер                |

### Музыкальные видео
| Год  | Название      | Исполнитель                 | Режиссёр     | Альбом | Ист.    |
| ---- | ------------- | --------------------------- | ------------ | ------ | ------- |
| 2017 | «Family Feud» | Jay-Z (совместно с Бейонсе) | Ава Дюверней | 4:44   | [ 192 ] |

### Роли в театре
| Год  | Название         | Роль                | Место проведения                             | Ист.    |
| ---- | ---------------- | ------------------- | -------------------------------------------- | ------- |
| 1998 | Ромео и Джульета | Джульетта Капулетти | Центр исполнительских искусств «Маунтин-Вью» | [ 193 ] |
| 2004 | Вишнёвый сад     | Аня                 | Театральный Фестиваль В Уильямстауне         | [ 194 ] |
| 2004 | Жена Родни       | Ли                  | Playwrights Horizons                         | [ 195 ] |
| 2006 | Саломея          | Саломея             | Театр Уодсворта                              | [ 196 ] |
| 2009 | Отелло           | Дездемона           | The Public Theatre                           | [ 197 ] |
| 2012 | Наследница       | Кэтрин Слоупер      | Театр Уолтера Керра                          | [ 198 ] |
| 2017 | Детские монологи | 13-летняя девочка   | Карнеги-холл                                 | [ 199 ] |
| 2023 | Кукольный дом    | Нора Хельмер        | Театр Хадсон                                 | [ 200 ] |

## Награды и номинации
Джессика Честейн получила премию «Оскар» в категории «Лучшая женская роль» — за роль в биографическом фильме «Глаза Тэмми Фэй», а также была номинирована ещё дважды в следующих категориях: «Лучшая женская роль второго плана» — за драму «Прислуга» и «Лучшая женская роль» — за триллер «Цель номер один». Также Честейн является обладательницей премии «Золотой глобус» за лучшую женскую роль в драме (за фильм «Цель номер один») и имеет ещё семь номинаций на данную премию в категориях: «Лучшая женская роль в драме» — за ленты «Опасная игра Слоун», «Большая игра» и «Глаза Тэмми Фэй»; «Лучшая женская роль второго плана» — за картины «Прислуга» и «Самый жестокий год»; и «Лучшая женская роль в мини-сериале или телефильме» — за мини-сериалы «Сцены из супружеской жизни» и «Джордж и Тэмми». Кроме того, актриса выдвигалась на престижную театральную награду «Тони» за лучшую женскую роль в пьесе за исполнение роли в возрождённой постановке «Кукольный дом», а также получила свою первую номинацию на телевизионную премию «Эмми» за лучшую женскую роль в мини-сериале или фильме за роль в мини-сериале «Джордж и Тэмми».

## Государственные награды
- Орден княгини Ольги III степени (23 августа 2022 года, Украина) — за значительные личные заслуги в укреплении межгосударственного сотрудничества, поддержку государственного суверенитета и территориальной целостности Украины, весомый вклад в популяризацию Украинского государства в мире[203].